# Alkaloidok

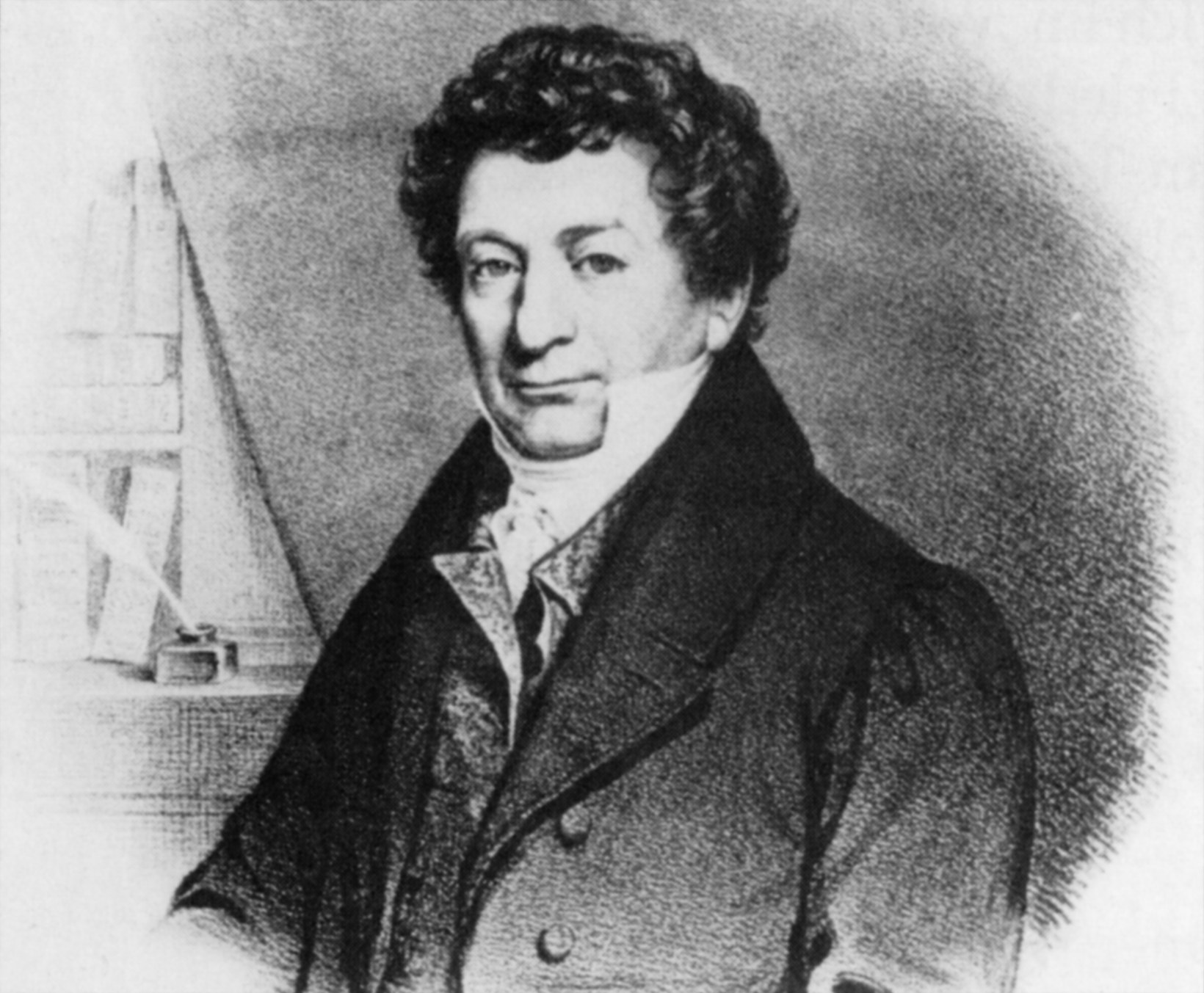
Friedrich Wilhelm Adam Sertürner (1783–1841) német vegyész izolálta ópiumból az első alkaloidot, a morfint

Az alkaloidok az élővilágban elterjedt, nitrogéntartalmú, másodlagos anyagcseretermékek, melyek a nitrogénatom miatt bázikus karakterrel rendelkeznek, legtöbbször erős farmakológiai, olykor pedig mérgező hatást mutatnak. A ma ismert több mint tízezer alkaloid döntő többsége növényekben fordul elő, de megtalálhatók baktériumokban, gombákban vagy ritkábban állatokban is.
Az alkaloidok a nevüket az alkáliákhoz hasonló, bázikus tulajdonságaik alapján kapták.

## Az alkaloidok fogalmának pontosítása

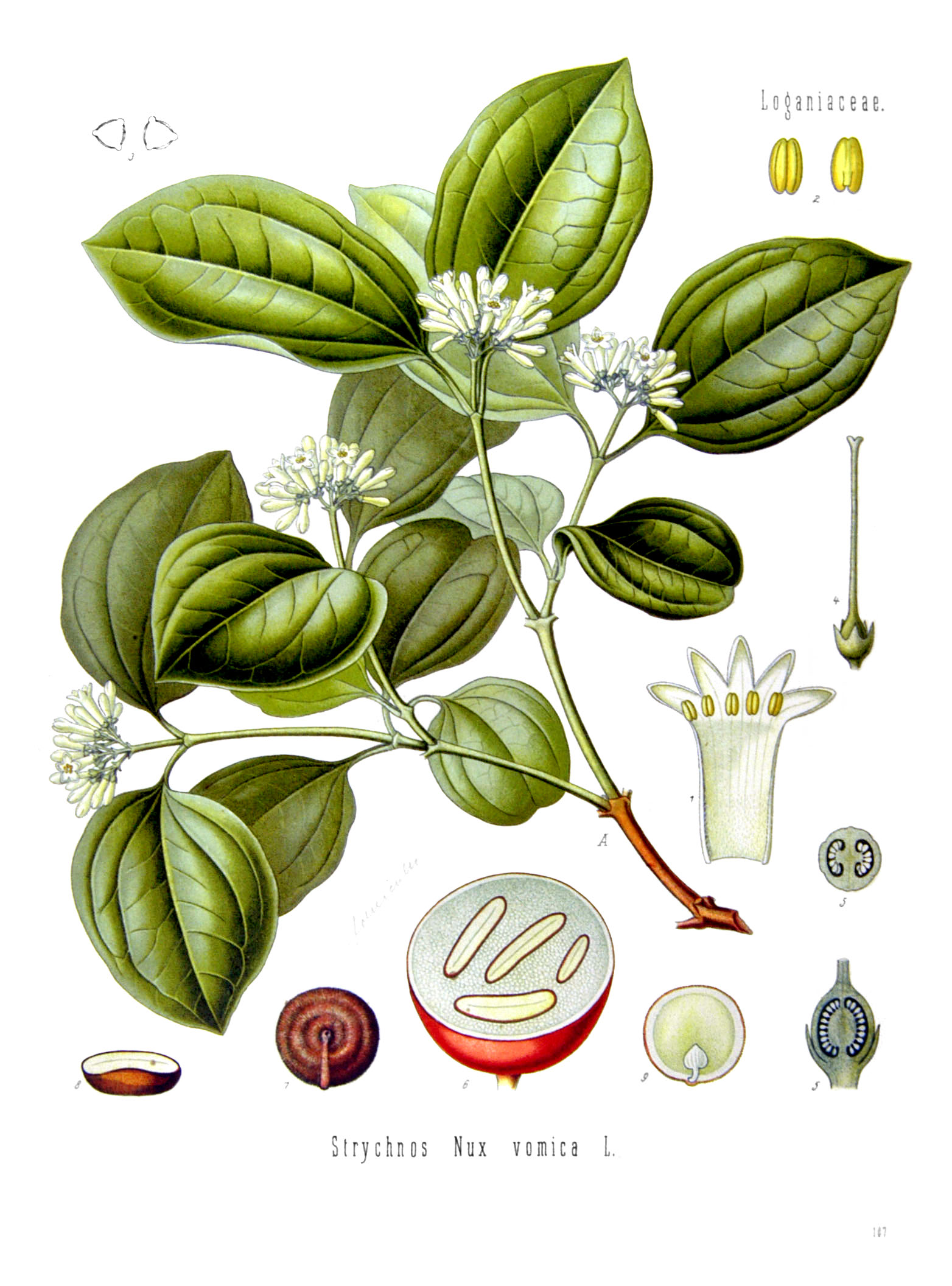
Farkasmaszlag (Strychnos nux-vomica), melynek narancsszínű magja görcskeltő sztrichnint tartalmaz

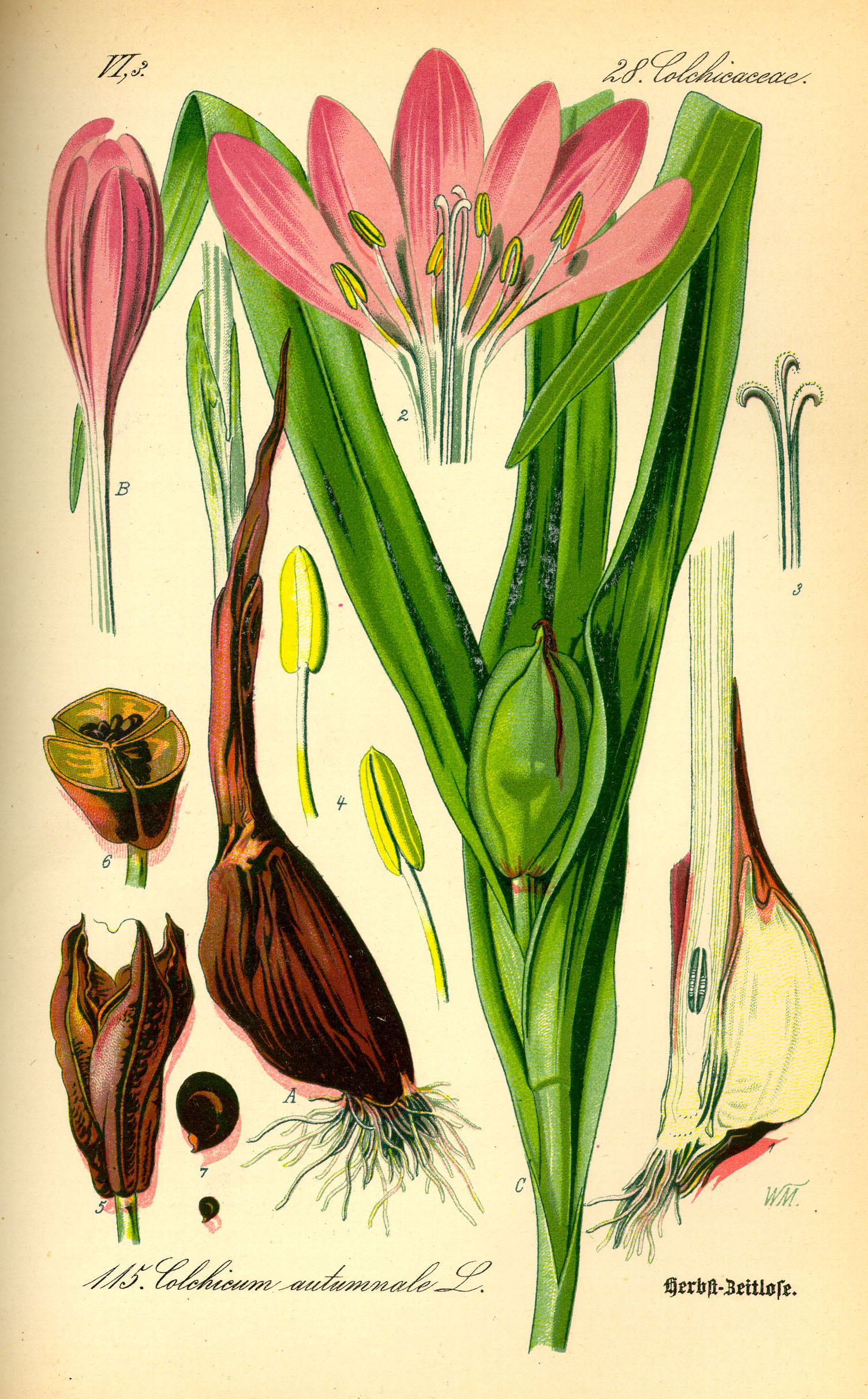
Őszi kikerics (Colchicum autumnale), melynek érett magja sejtosztódást gátló kolhicint tartalmaz

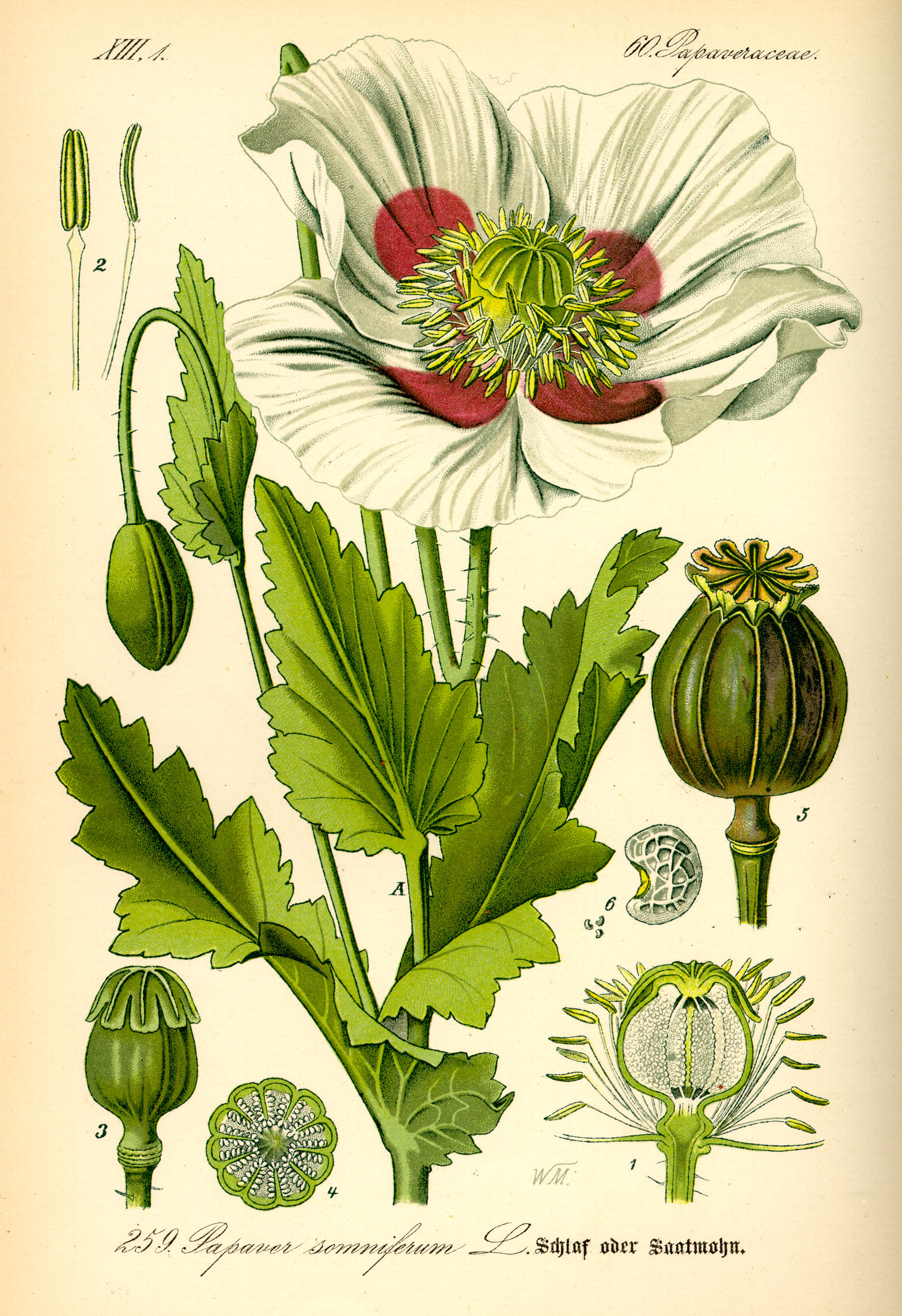
Ópiumalkaloidokat tartalmazó kerti mák (Papaver somniferum)

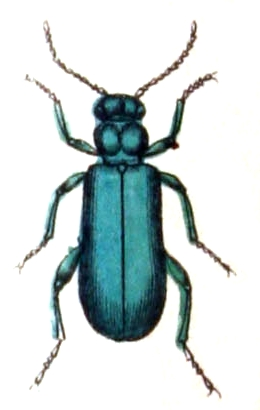
Kőrisbogár (Lytta vesicatoria) melynek őrleményét kantaridin alkaloidja miatt afrodiziákumként használták

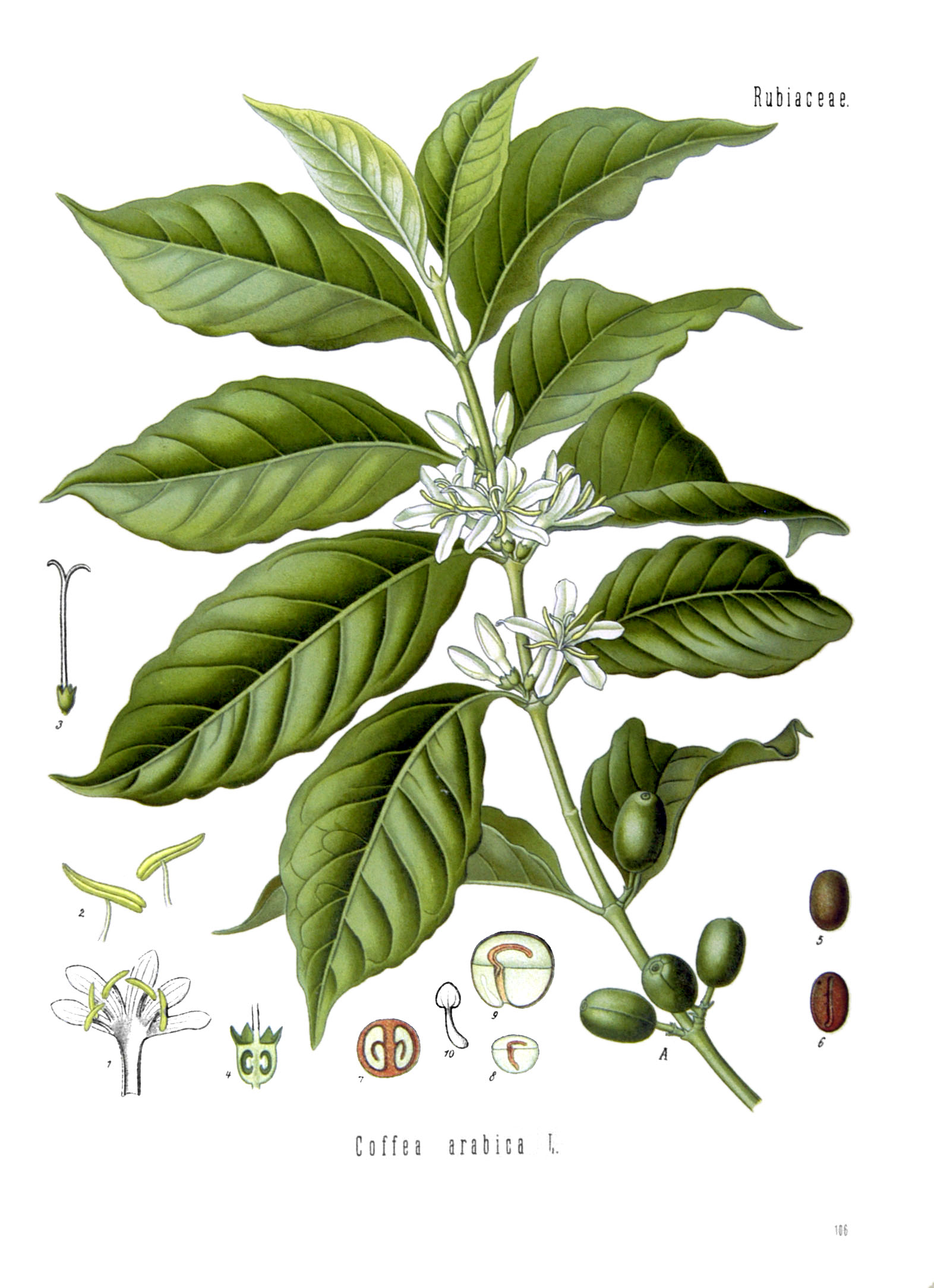
A koffein alkaloidjáról ismert kávécserje az arab kávé (Coffea arabica)

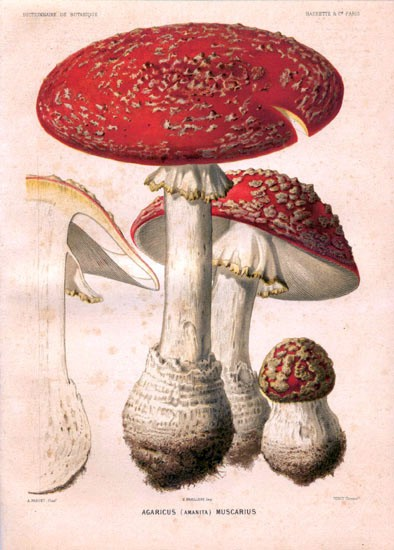
Az erősen mérgező, muszkarin alkaloidot tartalmazó légyölő galóca (Amanita muscaria)

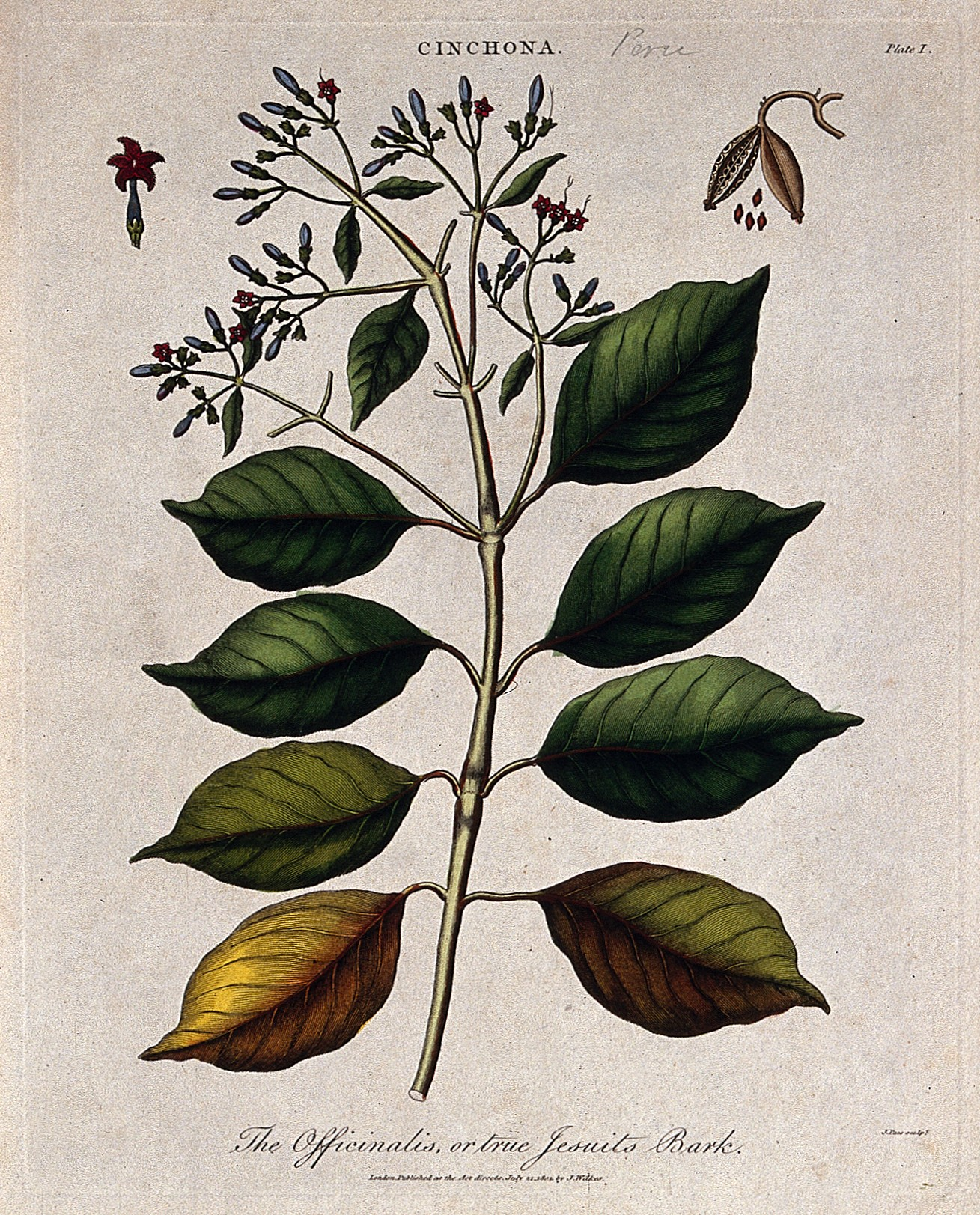
A kinin alkaloidot tartalmazó kínafa (Cinchona)

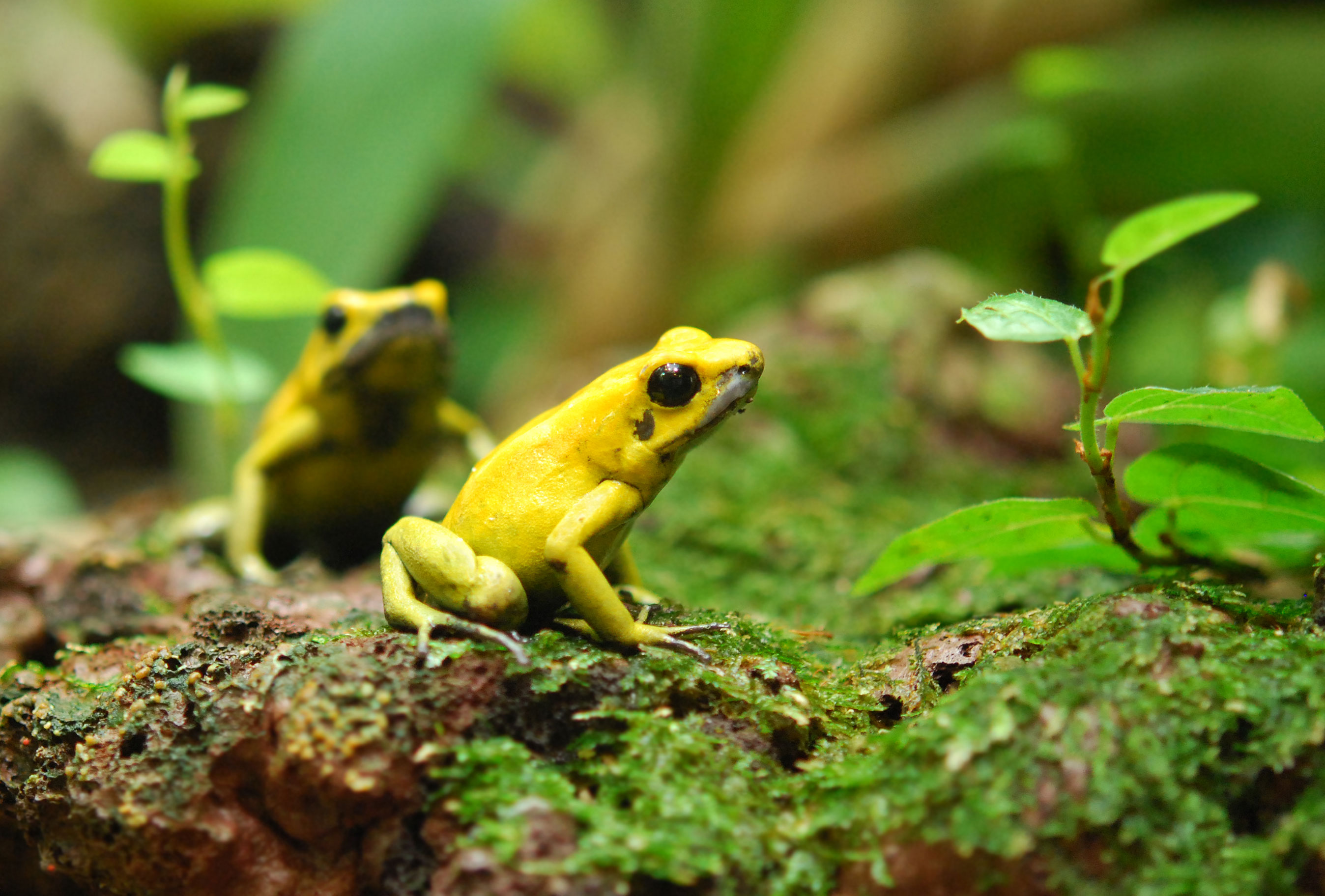
A rettenetes nyílméregbéka (Phyllobates terribilis), melynek bőrében a méregmirigyek a rendkívül mérgező batrachotoxin alkaloidot termelik

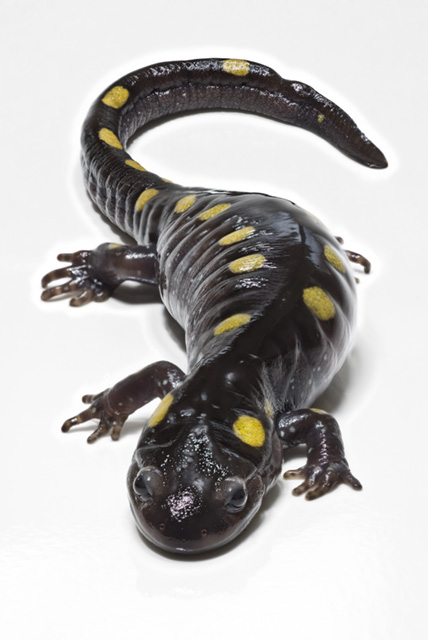
A szalamandra (Salamandra maculata) bőrmirigyei tejnedvet bocsátanak ki, amely görcsokozó mérget, szamandarin alkaloidot tartalmaz

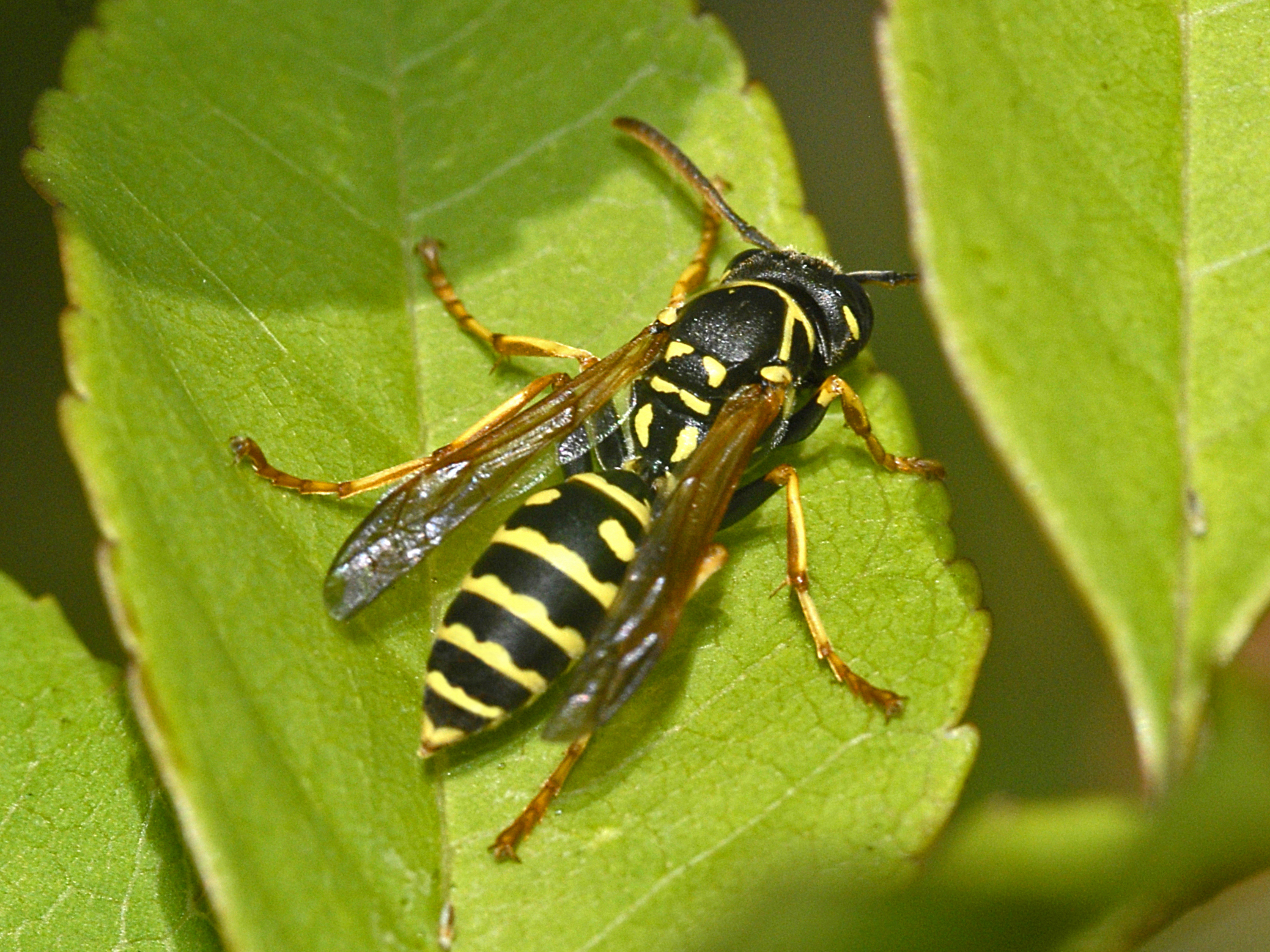
A darázs méregmirigyei által termelt méregkeverék többek között hisztamin és szerotonin alkaloidokat is tartalmaz

Az ide tartozó vegyületek kémiailag rendkívül eltérőek, ezért szerkezetük alapján nem sorolhatók a szerves kémiában általánosan elfogadott egyetlen vegyületcsaládba sem. Az alkaloidok olyan növényi vagy állati eredetű, nitrogéntartalmú, bázikus karakterrel rendelkező anyagok, amelyek erős farmakológiai hatással rendelkeznek. Az ide sorolt vegyületek kémiai tulajdonsága, származása és a szervezetre gyakorolt hatása együttesen definiálja az alkaloidokat.
Az alkaloid elnevezés Carl Friedrich Wilhelm Meißner (1792-1853) német gyógyszerésztől származik, aki 1819-ben használta először az elnevezést, éppen arra utalva, hogy ezek az élő eredetű, szerves bázisok az alkáliákhoz hasonló, lúgos kémhatású, a savakkal sót képező molekulák.
Az említett definíció további pontosításra szorul, mert általában nem sorolják az alkaloidok közé az egyszerűbb szerkezetű, kisebb szénatomszámú aminokat – pl. metil-amint, etil-amint, benzil-amint – még akkor sem, ha ezek az aminok a növény- vagy állatvilágban is megjelennek. A szakirodalom sem kezeli egységesen a fogalmat. Nemritkán ide sorolják a farmakológiailag hatásos, növényi eredetű aralkil-aminokat is (efedrin, meszkalin stb.). Általában elfogadott, hogy a N-atom a legtöbb esetben a gyűrűbe van zárva, heterociklust képez, némely esetben az aromás karbociklus vagy a heterociklus oldalláncán helyezkedik el, és csak kivételes esetben található tisztán az alifás láncban. Számos szerző tovább szűkíti az alkaloidok definícióját és csak azokat a növényi bázisokat tekinti alkaloidnak, amelyek heterociklikus gyűrűbe zárt nitrogénatomot tartalmaznak és emellett jellegzetes farmakológiai hatást mutatnak.
Mindezen okok miatt a csoportosítás határait, a szerkezet kereteit nehéz szabatosan megfogalmazni.

## Az alkaloidok előfordulása
A bioszféránkban előforduló alkaloidok döntő zöme növényi eredetű, a növényi metabolizmus mellékterméke, melyeknek pontos növényélettani szerepe, rendeltetése még nem tisztázott. Egyes szerzők véleménye szerint feladatuk az erős farmakológiai vagy kifejezetten toxikus hatás miatt a növényevő állatokkal szembeni védelem. Ennek ellentmondani látszik az a tény, hogy bár a növényevő állatok valóban kerülik az ilyen tartalmú növényeket, de az alkaloidok már a növényevő állatok kialakulása előtt megjelentek a növényekben.
A bioszintézis során képződött alkaloidok a növényekben található szerves savakkal képzett sók alakjában, a növény különböző részeiben, szöveteiben halmozódnak fel. 
Egy adott növényben a legnagyobb mennyiségben található alkaloidot főalkaloidnak, a kisebb mennyiségben megjelenőket mellékalkaloidnak nevezik. A mellékalkaloidok száma növényektől függően akár két számjegyű is lehet. Egyazon növényben felhalmozódó alkaloidok általában kémiailag rokon szerkezetűek. A hasonló kémiai szerkezet arra enged következtetni, hogy a növény azonos vagy rokon prekurzorokból (előanyagból) – pl. ugyanabból az aminosavból – építi fel az alkaloidjait.
Az állatvilágban a növényekkel ellentétben csak kis számban találhatók alkaloidok. Az egyik legelfogadottabb hipotézis szerint az alkaloidok tekintetében a növények és állatok közötti nagy számbeli különbség oka, hogy az állatok a nemkívánatos, másodlagos anyagcsere-termékeiket – elsősorban a vesén keresztül a vizelettel – képesek a szervezetükből eltávolítani. A növények nem rendelkeznek olyan szervvel, amelynek segítségével a számukra feleslegessé vált hasonló termékeiktől megszabadulhatnának, ezért azt valamely növényi részben (levél, szár, gyökér, fakéreg stb.) felhalmozzák.

## Az alkaloidok emberi szervezetre gyakorolt hatása
Az alkaloidok definíciójának egyik kritériuma, hogy a molekula erős farmakológiai hatással rendelkezzen. Félreértésre adhat okot, hogy az ismeretterjesztő írásokban vagy a szakirodalomban gyakran farmakológiai hatás helyett fiziológiás hatás, esetleg toxikus hatást említenek, ami magyarázatra szorul.
A szervezetben előforduló endogén anyagok, amelyek a szervezet fiziológiás állapotát a normális élettani határok között befolyásolni képesek (hormonok, modulátorok, biogén aminok, szöveti hormonok stb.), azok fiziológiás hatást gyakorolnak a szervezetre. Azok a molekulák, amelyek nem a szervezetből származó endogén anyagok, hanem úgynevezett testidegen xenobiotikumok, azok képesek a szervezet normális fiziológiai állapotát megzavarni, farmakológiai hatást gyakorolni a szervezetre, vagy mérgezés esetén toxikus hatást kiváltani. Mivel az alkaloidok testidegen xenobiotikumok, ezért helyes megfogalmazásban farmakológiai vagy toxikus hatásról kell beszélni. Habár ezek az anyagok a normális élettani működés megzavarására képesek, ez nem feltétlenül jelenti azt, hogy egyértelműen veszélyes és haszontalan molekulák lennének a orvostudomány kezében.
Ezek a hatások sok esetben terápiás célra is felhasználhatók, ezért az alkaloidtartalmú növények a gyógyszeripar fontos alapanyagát képezik. Ahhoz, hogy egy alkaloid gyógyszerként alkalmazható legyen, három tulajdonsággal kell rendelkeznie.
- Az egyik legfontosabb követelmény a megfelelő terápiás hatásszélesség. Ez azt jelenti, hogy a terápiás hatást kiváltó dózisban lehetőleg ne jelentkezzenek toxikus tünetek. A terápiás dózist emelve minél később jelentkeznek a nem kívánt hatások, annál biztonságosabb a gyógyszer. A morfin például a jól használható fájdalomcsillapító hatás mellett nagyobb dózisban a légzőközpontot is bénítja. Ha ez a másodlagos hatás a fájdalomcsillapításra használt dózis sávjában jelentkezne, akkor a morfint nem lehetne használni klinikai célra. Az olyan molekulák, amelyeknek a terápiás dózisa hamar „átcsap” toxikusba, túl nagy kockázatot jelentenek az orvosi alkalmazásban. Az ilyen alkaloidokból van több.

- A farmakológiai hatás lehetőleg egységes legyen. A legtöbb alkaloid egyszerre többféle – farmakológiai és klinikai szempontból értékes – hatással is rendelkezik, amelyek orvosi felhasználás esetén problémát jelenthetnek. Az orvos általában egy adott betegségnek a kezelésére használja a gyógyszert, és nyilvánvaló komplikációkat okoz, ha a szer több, egymástól eltérő vagy ellentétes hatást vált ki a beteg szervezetében.

- Az alkalmazott farmakológiai hatás ne okozzon irreverzibilis, azaz helyre nem hozható változásokat a szervezetben.

A felsorolt szigorú kritériumok a legtöbb alkaloidot kizárják a terápiás alkalmazásból. Némely esetben a farmakológiailag ígéretes és nélkülözhetetlen alkaloidokat kivonják a növényekből, majd úgynevezett félszintetikus gyógyszerek gyártásához használják. Ennek lényege, hogy az eredeti molekulán olyan apró kémiai változtatásokat eszközölnek, amely módosítás után az alkaloid a fenti kritériumoknak megfelel. Ilyen jellegű módosításoknak akkor van értelme, ha az alapmolekula szerkezetileg bonyolult és a teljes szintézise költségesebb lenne, mint a növényből kinyert molekula módosítása.

## Az alkaloidok csoportosítása kémiai szerkezetük alapján
A ma ismert több mint tízezer alkaloid kémiai szerkezete rendkívül eltérő, amit hatástani sokszínűségük és bioszintézisük csak tovább bonyolít. Jellemzően az alkaloidokkal foglalkozó minden szakterület másként rendszerezi a molekulákat. Alábbiakban az egyik legelfogadottabb csoportosítás kerül ismertetésre, mely rendszer kiinduló pontja az alkaloidokban mindig jelen levő nitrogénatom, melynek jellege meghatározó a molekulában, és mind a kémiai szerkezet, mind a farmakológiai hatás szempontjából egyaránt specifikus.
(A) Alkaloidok nem gyűrűbe zárt N-atommal
(A) 1. Egy N-atomot tartalmazó alkil-amin láncú alkaloidok
(A) 2. Több N-atomot tartalmazó alifás láncú alkaloidok
(A) 3. Aromás alkil-aminok
(A) 4. Aciklusos vázú alkil-aminok
(A) 5. Alkanol-amint tartalmazó alkaloidok
(A) 6. Aril-alkanol-amin-vázas alkaloidok
(A) 7. Heterociklusos aminoalkoholok
(B) Alkaloidok gyűrűbe zárt N-atommal
(B) 1. Egyszerű egy gyűrűt tartalmazó alkaloidok
(B) 1.1. Pirrolvázas alkaloidok
(B) 1.2. Pirrolidinvázas alkaloidok
(B) 1.3. Imidazolvázas alkaloidok
(B) 1.4. Piridinvázas alkaloidok
(B) 1.5. Piperidinvázas alkaloidok
(B) 1.6. Pirimidinvázas alkaloidok
(B) 1.7. Azacikloalkán vázas alkaloidok
(B) 2. Két és több gyűrűt tartalmazó alkaloidok
(B) 2.1. Indolvázas alkaloidok
(B) 2.2. Perhidroindol vázas alkaloidok
(B) 2.3. Pirrolizidin vázas alkaloidok
(B) 2.4. Indolizidin vázas alkaloidok
(B) 2.5. Purinvázas alkaloidok
(B) 2.6. Kinolinvázas alkaloidok
(B) 2.7. Tetrahidrokinolin vázas alkaloidok
(B) 2.8. Izokinolinvázas alkaloidok
(B) 2.9. Tetrahidroizokinolin vázas alkaloidok
(B) 2.10. Kinolizidinvázas alkaloidok
(B) 2.11. Tropánvázas alkaloidok
(B) 2.12. Morfinánvázas alkaloidok
(B) 2.13. Terpénvázas alkaloidok
(B) 2.14. Kondenzált pirimidinvázas alkaloidok
(B) 2.15. Kondenzált azaciklo-alkánvázas alkaloidok
(C) Egy gyűrűben N-t és más heteroatomot tartalmazó alkaloidok

## Ismertebb alkaloidok
- kapszaicin, (Capsicum), paprika.
- kinin, (Cinchona pubescens), vörös kínafa kéreg.
- morfin, (Papaver somniferum, Papaveraceae), mák.
- kodein, (Papaver somniferum, Papaveraceae), mák.
- papaverin, (Papaver somniferum, Papaveraceae), mák.
- kokain, (Erythroxylon coca), kokacserje.
- LSD (lizergsav-dietilamid), (LSD-25) nevű alkaloid, az anyarozsból.
- meszkalin, (peyote, Lophophora williamsii), gömbkaktusz.
- nikotin, (Nicotiana tabacum, N. rustica),
- sztrichnin (Strychnos nuxvomica), ebvészmag.
- piperin (Piper nigrum, Piper longum), fekete bors, hosszúbors

stb.

## Mérgező hatású alkaloidok
Az alábbi felsorolás alapvetően Bordás–Tompa: Mérgező növények, növényi mérgek c. könyve alapján készült:
- akonitin : külsőleg, izgató, égető, viszkető, bizsergő érzést okoz a bőrön. Később az idegvégződéseket bénítja. Hatása hasonló a veratrinéhoz. Szájban, torokban, nyelven égető érzést okoz. 2-6 óra eltelte után hányinger, nyálfolyás, erős hányás, általános bénulás, súlyos fájdalmak következnek be. A halál a 8. óra után áll be, fájdalmas (kólikás) hasmenés, nyakizom paralízis, szívritmuszavar konvulzió következtében.
- atropin : hatására delírium, hallucináció, tachikardia, perifériás értágulat, alacsony vérnyomás, kóma, kipirosodott bőr, pupillatágulat, a központi idegrendszer károsodása, vizelet retenció jelentkezik. Hatása antikolinerg hatás.
- citizin(en): hatása a nikotinéhoz hasonló. Súlyos hányás, amely órákig tarthat, alacsony vérnyomás, fokozott szívműködés, izombénulás, szívroham, légzésbénulás. Molekulaképlete: C11H14N2O.
- L-kanavarin: alvászavart, szpasztikus izomkontrakciókat okoz.
- kelidonin: pupillatágulást, a szem-, a fül- és az orrnyálkahártya érzékenységét okozza, valamint alvászavart, konvulziókat és érzészavarokat.
- koniin : hatása a nikotinéhoz hasonló, amely nagymértékben függ a szervezetbe jutó mennyiségtől. A nikotin-szerű hatás kétfázisos: központi idegrendszer stimulálás, majd depresszió és a légzőizmok paralízise következhet be. Az első tünetek a hányinger, zavarodottság, légzéscsökkenés, izombénulás. A halál gyors, amely a légzésbénulás következtében állhat be. (Pl.: a foltos bürök (Conium maculatum) fő hatóanyaga.)
- lupanin : drog. Hatása hasonló a sparteinéhez. Izomkontrakciókat, remegést, görcsöket és nehézlégzést okoz. (Gyógynövényekben is megtalálható, pl.: seprűzanótban (Cytisus scoparius)).
- protoveratrin A. : hányinger, hányás, nehézlégzés, cianózis, izomgyengeség, görcs szerepel az általa okozott tünetek között.
- protoveratrin B.: drog. Természetes anyag. Szívvezetési zavart, aritmiát, hányinger, hányást, cianózist, valamint zavartságot okozhat.
- spartein : drog, természetes termék. Izomkontrakciókat, nehézlégzést, remegést és görcsöket okozhat.
- szkopolamin: ugyanaz a hatása, mint az atropiné.
- szolasonin: paraszimpatikomimetikus anyag. Befolyásolja a spermatogenezist, degeneratív elváltozásokat, valamint interstitiális nephritis okozója lehet. Hepatocelluláris necrosist és leukocytosist is okozhat.
- szolanikapszin: drog. Természetes anyag. Paraszimpatikomimetikus hatása van.
- szeneciomin : álmosság, görcs, szapora légzés, akut tüdőödéma, hepatitis (hepatocelluláris nekrózis), fetotoxicitás okozója lehet.